# بن بورغيس
بن بورغيس (بالإنجليزية: Ben Burgess)‏ (9 نوفمبر 1981 في المملكة المتحدة - ) هو لاعب كرة قدم أيرلندي في مركز الهجوم. شارك مع منتخب جمهورية أيرلندا تحت 21 سنة لكرة القدم. أما مع النوادي، فقد لعب مع أولدهام أثلتيك وبلاكبيرن روفرز وستوكبورت كونتي ونادي برينتفورد ونادي بلاكبول ونادي ترانمير روفرز لكرة القدم ونوتس كاونتي وهال سيتي وNorth West Sydney Spirit FC ‏ ونادي تشيلتنهام تاون لكرة القدم.

## وصلات خارجية
- بن بورغيس على موقع قاعدة بيانات كرة القدم.إي يو (الإنجليزية)
- بن بورغيس على موقع Soccerbase.com (لاعب) (الإنجليزية)